# Synopeas foutsi
Synopeas foutsi är en stekelart som beskrevs av Lubomir Masner 1967. Synopeas foutsi ingår i släktet Synopeas och familjen gallmyggesteklar. Inga underarter finns listade i Catalogue of Life.